# Maaria

Wappen der ehemaligen Gemeinde Maaria

Maaria [ˈmɑːriɑ] (schwed. S:t Marie) ist eine ehemalige Gemeinde in Finnland und heute Teil der Stadt Turku. Das Gebiet von Maaria liegt im Norden des Stadtgebiets südlich des Stadtteils Paattinen und umfasst die Stadtteile Jäkärlä, Saramäki, Flughafen Turku und Yli-Maaria. Es hat rund 6.000 Einwohner und ist nach wie vor eher ländlich geprägt.

## Geschichte

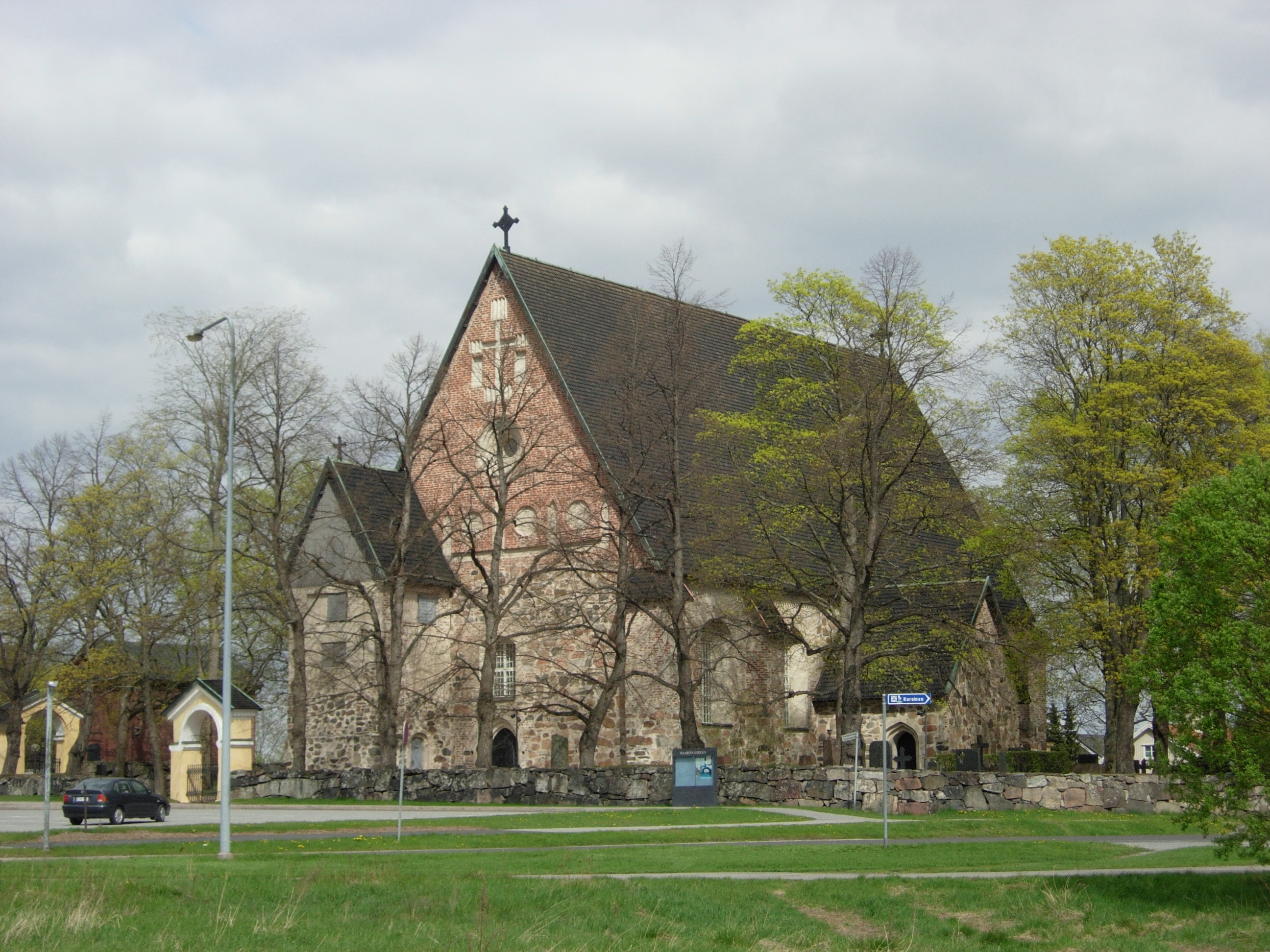
Die Kirche von Maaria

Das Gebiet von Maaria ist seit der Eisenzeit besiedelt. Mitte des 15. Jahrhunderts wurde im Dorf Räntamäki eine der Jungfrau Maria (daher der Name Maaria) geweihte Feldsteinkirche errichtet. Das Kirchspiel trug den Namen Räntämäki und umfasste auch Paattinen als Kapellengemeinde. Die Gemeinde Maaria wurde 1868 im Zuge der Trennung der Verwaltung der Landgemeinden von der Kirchenverwaltung gegründet. Sie hatte eine Fläche von 99,9 km² und umfasste neben dem eigentlichen Kerngebiet von Maaria einige Exklaven nördlich von Paattinen und die Insel Hirvensalo im Schärengebiet südlich von Turku. 1944 wurde Hirvensalo der Stadt Turku zugeschlagen, 1967 wurde schließlich die gesamte Gemeinde Maaria in Turku eingemeindet.